# Selnica Šćitarjevska
Selnica Šćitarjevska je naseljeno mjesto u Republici Hrvatskoj u Zagrebačkoj županiji.  

## Zemljopis
Nalazi se u Turopolju, a administrativno je u sastavu grada Velike Gorice. Proteže se na površini od 1,95 km². 

## Stanovništvo
Prema popisu stanovništva iz 2011. godine Selnica ima 535 stanovnika koji žive u 139 domaćinstava. Gustoća naseljenosti iznosi 274 st./km².
| broj stanovnika | 89    | 89    | 71    | 82    | 102   | 166   | 126   | 131   | 138   | 141   | 149   | 160   | 230   | 352   | 532   | 535   | 468   |
|                 | 1857. | 1869. | 1880. | 1890. | 1900. | 1910. | 1921. | 1931. | 1948. | 1953. | 1961. | 1971. | 1981. | 1991. | 2001. | 2011. | 2021. |

## Vanjske poveznice
1. ↑  Registar prostornih jedinica Državne geodetske uprave Republike Hrvatske. Wikidata Q119585703
2. ↑  Popis stanovništva, kućanstava i stanova 2021. – stanovništvo prema starosti i spolu po naseljima (hrvatski i engleski). Državni zavod za statistiku. 22. rujna 2022. Wikidata Q118496886
3. ↑  Naselje i odredišni poštanski ured. Hrvatska pošta. Pristupljeno 3. siječnja 2022.
4. ↑  DZS